# Meridiano 170 oeste
El meridiano 170 oeste de Greenwich es una línea de longitud que se extiende desde el Polo Norte atravesando el océano Ártico, Asia, el océano Pacífico, el océano Antártico y la Antártida hasta el Polo Sur.
El meridiano 170 oeste forma un gran círculo con el meridiano 10 este.
Comenzando en el Polo Norte y dirigiéndose hacia el Polo Sur, el meridiano 170 oeste pasa a través de:
| Coordenadas                         | País, territorio o mar | Notas |
| ----------------------------------- | ---------------------- | --- |
| 90°0′N 170°0′O / 90.000, -170.000   | Océano Ártico          | Mar de Siberia Oriental |
| 71°50′N 170°0′O / 71.833, -170.000  | Mar de Chukotka        | |
| 66°33′N 170°0′O / 66.550, -170.000  | Mar de Bering          | |
| 66°11′N 170°0′O / 66.183, -170.000  | Rusia                  | Península de Chukchi |
| 66°2′N 170°0′O / 66.033, -170.000   | Mar de Bering          | |
| 63°28′N 170°0′O / 63.467, -170.000  | Estados Unidos         | Alaska - Isla San Lorenzo |
| 63°9′N 170°0′O / 63.150, -170.000   | Mar de Bering          | Pasa justo al este de St. Paul Island, Alaska, Estados Unidos Pasa justo al oeste de St. George Island, Alaska, Estados Unidos |
| 52°54′N 170°0′O / 52.900, -170.000  | Estados Unidos         | Alaska - Carlisle Island y ChuginIsla Adak                                                                                     |
| 52°48′N 170°0′O / 52.800, -170.000  | Océano Pacífico        | Pasa justo al oeste de Niue |
| 60°0′S 170°0′O / -60.000, -170.000  | Océano Antártico       | |
| 78°29′S 170°0′O / -78.483, -170.000 | Antártida              | Dependencia Ross, reclamada por Nueva Zelanda                                                                                  |